# Eiffel Peak
Eiffel Peak är en bergstopp i Kanada.   Den ligger i provinsen Alberta, i den centrala delen av landet, 3 000 km väster om huvudstaden Ottawa. Toppen på Eiffel Peak är 2 895 meter över havet. Eiffel Peak ingår i Bow Range.
Terrängen runt Eiffel Peak är huvudsakligen bergig, men den allra närmaste omgivningen är kuperad.Trakten runt Eiffel Peak är nära nog obefolkad, med mindre än två invånare per kvadratkilometer.. Närmaste större samhälle är Lake Louise, 10,9 km norr om Eiffel Peak. 
Trakten runt Eiffel Peak består i huvudsak av gräsmarker.